# Artemisiinae
Artemisiinae, podtribus glavočika, dio tribusa Anthemideae.

## Rodovi
1. Ajania Poljakov
2. Arctanthemum (Tzvelev) Tzvelev
3. Artemisia L.
4. Brachanthemum DC.
5. Chrysanthemum L.
6. Crossostephium Less.
7. Filifolium Kitam.
8. Hippolytia Poljakov
9. Kaschgaria Poljakov
10. Leucanthemella Tzvelev
11. Neopallasia Poljakov
12. Nipponanthemum (Kitam.) Kitam.
13. Stilpnolepis Krasch.

## Sinonimi
- Chrysantheminae Less., 1831

Sinonimi rodova:
- Absinthium Mill. sinonim od Artemisia L.
- Arctanthemum (Tzvelev) Tzvelev sinonim od Chrysanthemum L.
- Chamartemisia Rydb. sinonim od Artemisia L.
- Dendranthema (DC.) Des Moul. sinonim od Chrysanthemum L.
- Elachanthemum Y. Ling & Y. R. Ling sinonim od Artemisia L.
- Oligosporus Cass. sinonim od Artemisia L.
- Picrothamnus Nutt. sinonim od Artemisia L.
- Seriphidium (Besser ex Hook.) Fourr. sinonim od Artemisia L.
- Vesicarpa Rydb.  sinonim od Sphaeromeria Nutt.